# Saidu Fofanah
Saidu Fofanah (ur. 14 września 1997 we Freetown) – sierraleoński piłkarz grający na pozycji środkowego pomocnika. Od 2017 jest piłkarzem klubu Kallon FC.

## Kariera piłkarska
Swoją karierę piłkarską Fofanah rozpoczął w szwedzkim klubie IFK Åmål, w którym w 2016 roku grał na poziomie szóstej ligi. W 2017 roku został piłkarzem rodzimego Kallon FC. W sezonie 2019 wywalczył z nim wicemistrzostwo Sierra Leone.

## Kariera reprezentacyjna
W reprezentacji Sierra Leone Fofanah zadebiutował 15 czerwca 2021 w wygranym 1:0 meczu kwalifikacji do Pucharu Narodów Afryki 2021 z Beninem, rozegranym w Konakry. W 2022 roku został powołany do kadry na Puchar Narodów Afryki 2021. Rozegrał na nim jeden mecz grupowy, z Algierią (0:0).